# Timur Ansarovich Ayupov
Timur Ansarovich Ayupov (tiếng Nga: Тимур Ансарович Аюпов; sinh ngày 26 tháng 7 năm 1993) là một tiền vệ bóng đá người Nga. Anh hiện đang thi đấu cho câu  lạc bộ FC Orenburg.

## Sự nghiệp câu lạc bộ
Anh có màn ra mắt tại Russian Second Division cho FC Rubin-2 Kazan vào ngày 1 tháng 8 năm 2013 trong trận đấu với FC Nosta Novotroitsk.
Ngày 12 tháng 7 năm 2019, anh gia nhập câu lạc bộ FC Orenburg theo dạng chuyển nhượng tự do. Anh có trận ra mắt tại Russian Premier League cho Orenburg vào ngày 13 tháng 7 năm 2019 trong trận gặp FC Rostov.

## Đời sống cá nhân
Bố của anh Ansar Ayupov cũng là một cầu thủ bóng đá.